# Камбремер
Камбреме́р (фр. Cambremer) — коммуна во Франции, находится в регионе Нижняя Нормандия. Департамент коммуны — Кальвадос. Входит в состав кантона Камбремер. Округ коммуны — Лизьё.
Код INSEE коммуны — 14126.

## Население
Население коммуны на 2010 год составляло 1114 человек.
| 1962 | 1968 | 1975 | 1982 | 1990 | 1999 | 2010 |
| ---- | ---- | ---- | ---- | ---- | ---- | ---- |
| 1191 | 1068 | 936  | 915  | 1006 | 1092 | 1114 |

## Экономика
В 2010 году среди 648 человек трудоспособного возраста (15—64 лет) 491 были экономически активными, 157 — неактивными (показатель активности — 75,8 %, в 1999 году было 68,6 %). Из 491 активных жителей работали 437 человек (235 мужчин и 202 женщины), безработных было 54 (22 мужчины и 32 женщины). Среди 157 неактивных 49 человек были учениками или студентами, 62 — пенсионерами, 46 были неактивными по другим причинам.